# Ке-Хо
Тип 5, «Ке-Хо» — японский лёгкий танк времён Второй мировой войны. Разрабатывался с 1942 г. инженерами компании «Хино Дзидоша». Был построен всего один прототип в 1945 году.

## История
К началу Второй мировой войны японские полевые командиры пришли к мнению, что стандартный лёгкий танк японской армии Тип 95 устарел. Он хорошо противостоял армии Китая во второй японо-китайской войне, и американскому танку M3 в декабре 1941. Его пушка больше подходила для поддержки пехоты, чем для борьбы с танками. Поэтому в 1944 году была начата разработка нового лёгкого танка, дешёвого в производстве. Однако сказалась нехватка времени — было принято решение не разрабатывать танк с нуля, а переделать уже существующий. На шасси от танка Ке-Ни была установлена башня с вооружением от танка Тип 97. В 1945 году был построен единственный прототип. Данных о его боевом применении нет.